# Chevrolet
Chevrolet (IPA: ʃɛv.ro.le) (i uformelle sammenhænge Chevy) er en amerikansk producent af last- og personbiler under General Motors.
Chevrolet er GM's største mærke og sælges på nuværende tidspunkt i 19 forskellige modeller og mange varianter.
Chevrolet blev grundlagt d. 3. november 1911 af Louis Chevrolet der var en racerbilkører og ingeniør født den 25. december 1878 og William C.Durant grundlæggeren af General Motors.
GM/Chevrolet etablerede en samlefabrik i København i 1924, General Motors International A/S, som var den første oversøiske produktion overhovedet, og den første bil som rullede af samlebåndet i Syhavnen i 1924 var en Chevrolet.
Chevrolet i Danmark kendes i dag bedst på et udvalg af koreansk producerede modeller. Koncernens ejer, General Motors, har dog rapporteret at salg af koncernens biler i Danmark og i resten af Europa vil ophøre fra slutningen af 2015, grundet utilstrækkeligt bilsalg, ifl. en rangliste, der blev dokumenteret i 2011.

## Daewoo – Chevrolet
I 2005 valgte GM Daewoo at omdøbe deres bilmærke Daewoo til Chevrolet i Europa.
Chevrolets danske modelprogram ser pr. 06.2010 således ud:
- Chevrolet Spark
- Chevrolet Matiz
- Chevrolet Kalos
- Chevrolet Lacetti
- Chevrolet Epica
- Chevrolet Captiva
- Chevrolet Cruze

- Wikimedia Commons har flere filer relateret til Chevrolet